# Clathurellidae
Clathurellidae é uma família monofilética de caracóis marinhos de pequeno a médio porte, moluscos gastrópodes marinhos da superfamília Conoidea.

## Taxonomia

### Taxonomia de 2005
Na taxonomia do Gastropoda por Bouchet & Rocroi (2005) Clathurellinae foi classificado como uma subfamília de Conidae.

### Taxonomia de 2011
Em 2011 Bouchet trouxe alguns gêneros da subfamília Clathurellinae (na época pertencente à família Conidae) em uma nova família, Clathurellidae. Isso foi baseado em caracteres anatômicos e um conjunto de dados de sequências moleculares de três fragmentos de genes.

## Descrição
Espécies desta família possuem conchas fusiformes de pequeno a médio porte que possuem forte escultura. O ápice é mamilar. O seio anal é varicoso e toca a rampa sutural. A columela é tuberculosa posterior, rugosa na anterior.  Não possui pregas columelares. O canal sifonal é ligeiramente curvo, e varia em comprimento entre curtos  a moderadamente longo (como em Glyphostoma rostrata). O opérculo está sempre ausente nesta família.
A família Clathurellidae parece diferir da família Mangeliidae principalmente em seus verticilos mais arredondados e escultura cancelada.

## Gêneros
Gêneros dentro da família Clathurellidae incluem:
- Acrista Hedley, 1922[1]
- Adanaclava Bartsch, 1950 [1]
- Clathurella Carpenter, 1857[1]
- Comarmondia Monterosato, 1884 - sinônimos: Bellardia Bucquoy, Dautzenberg & Dollfus, 1883; Bellardiella P. Fischer, 1883; Bellatula Strand, 1929[1]
- Corinnaeturris Bouchet & Warén, 1980[1]
- Crockerella Hertlein & Strong, 1951[1]
- Etrema Hedley, 1918 - sinônimo: Iraqetrema Dance & Eames, 1966[1]
- Etremopa Oyama, 1953[1]
- Etremopsis Powell, 1942[1]
- Euclathurella Woodring, 1928[1]
- Euglyphostoma Woodring, 1970[1]
- Glyphostoma Gabb, 1873[1]
- Glyphostomops Bartsch, 1934[1]
- Lienardia Jousseaume, 1884[1]
- Nannodiella Dall, 1919[1]
- Paraclathurella Boettger, 1895[1]
- Pleurotomoides Bronn, 1831
- Pseudoetrema Oyama, 1953[1]
- Strombinoturris Hertlein & Strong, 1951[1]
- Turrella Laseron, 1954

Gêneros trazidos à sinonímia